# All the Difference
All the Difference ist ein Jazzalbum des Alberto Pinton Trio. Die am 31. Mai 2020 im Örnsbergs Musikstudio in Stockholm entstandenen Aufnahmen erschienen am 2. Dezember 2020 auf Clear Now Records.

## Hintergrund
Alberto Pintons Trio, mit dem das Album All the Difference entstand, besteht aus dem Schlagzeuger Konrad Agnas und dem Bassisten Vilhelm Bromander, beide Mitglieder von Pintons Sestetto Contemporaneo; außerdem ist Agnas in Pintons Quartett Noi Siamo zu hören. Ihre vorherige digitale Veröffentlichung RÖD wurde 2018 in Eigenverlag veröffentlicht. Pinton komponierte die gesamte hier zu hörende Musik, beginnend und endend mit „Never There“.

## Titelliste
- Alberto Pinton Trio: All The Difference (Clear Now Records)

1. Never There Intro 2:23
2. Dark 4:17
3. Ytram 2:42
4. In Sight 4:41
5. Domino 4:47
6. The Sentinel 4:24
7. Flat 3:09
8. Purpose 4:54
9. Sevens 4:38
10. Giants 3:22
11. Never There 2:53

Die Kompositionen stammen von Alberto Pinton.

## Rezeption

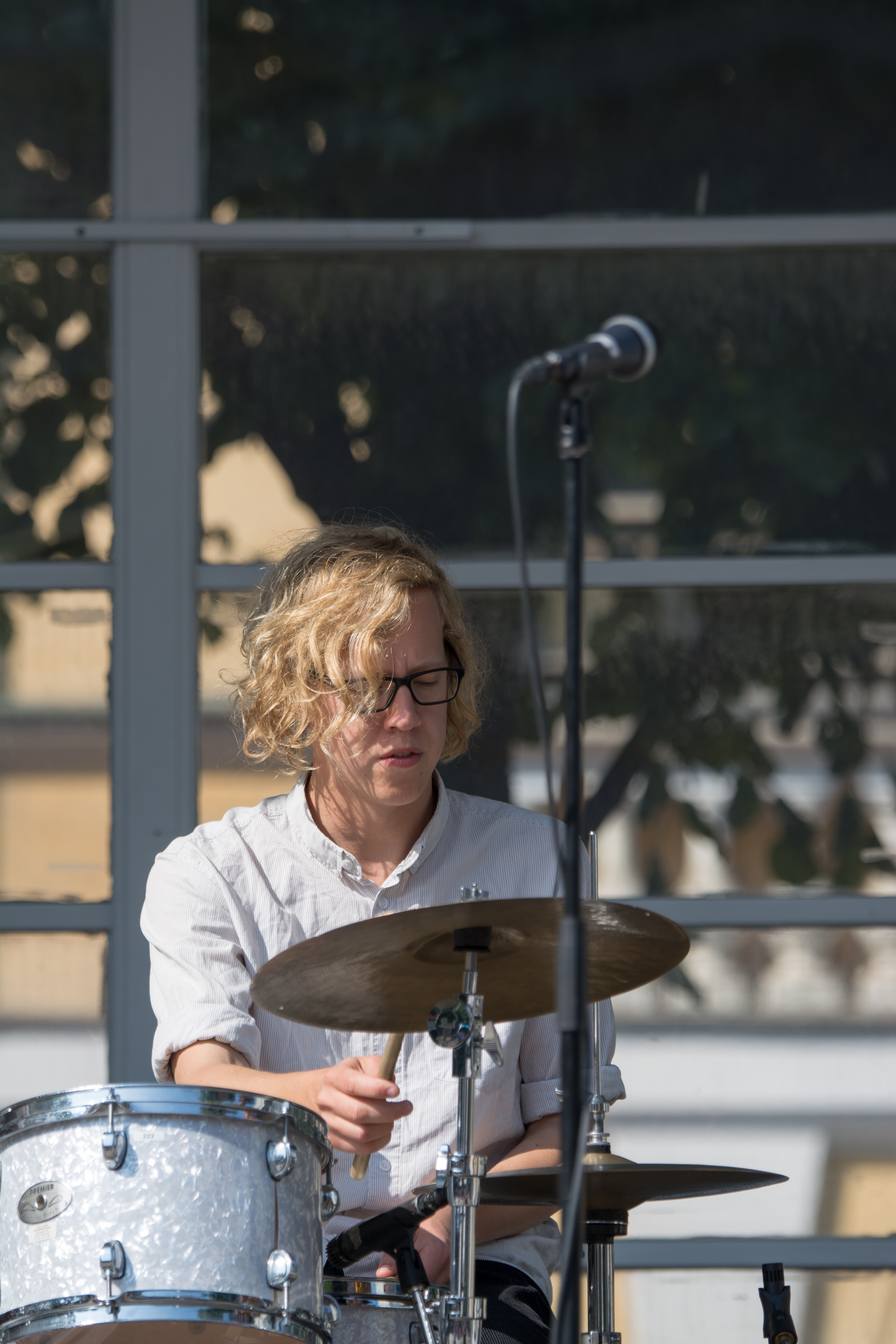
Schlagzeuger Konrad Agnas (2013)

Der Multiinstrumentalist Alberto Pinton sei zwar in Italien geboren, doch seine Musik trage immer mehr die Handschrift seiner Wahlheimat Schweden, meinte Mark Corroto in All About Jazz. Möglicherweise liege aber auch eine Erklärung darin, dass diese Trio-Aufnahme im Mai 2020 während der globalen COVD-19-Pandemie aufgenommen wurde, als tourenden Musikern Zeit für Kontemplation und Selbstbeobachtung gewährt wurde. Auf jeden Fall sei All the Difference eine überaus besinnliche und, man könne sagen, sympathetische Aufnahme. Trostlos und doch schmerzlich schön würden die Anfangs- und Abschluss-Stücke ein Bild der seelensuchenden Natur unserer COVID-19-Zeit zeichnen.
Die Musik funktioniere aufgrund der Ausgewogenheit des Trios gut, so Corroto, und Pinton, Bromander und Agnas seien hier in jedem Stück gut verbunden. „The Sentinel“ und „Sevens“, bei dem Pinton die Flöte spielt, dürften als hervorragende Beispiele dafür gelten, dass dieses Trio mit einer Stimme auftritt. Wenn man die Augen schließt, könne man sich leicht den dichten Zusammenhalt dieser Band vorstellen.